# 몽고원류
《몽골원류》(蒙古源流, 몽골어: ᠬᠠᠳ ᠤᠨ
ᠦᠨᠳᠦᠰᠦᠨ ᠦ
ᠡᠷᠳᠡᠨᠢ ᠶᠢᠨ
ᠲᠣᠪᠴᠢ Qad-un ündüsün-ü erdeni-yin tobči)는 17세기 중기에 씌어진 가장 신뢰할 수 있는 몽골족의 연대기 중의 하나이다. 저자는 칭기스 일족의 역사에서 중시조라고 평가되는 다얀 카안의 세손인 사강 세첸으로서 그가 59세(1662) 때 쓴 작품이다. 사간 세첸이 이 책에서 몽골 왕조의 역사를 가능한 한 정확하게 서술하려고 애쓴 점은 권말에 밝힌 참고 문헌에서도 엿볼 수 있는데, 몽골사 연구자에게는 가장 귀중한 문헌 중의 하나이다.

## 참고 자료
- 이 문서에는 다음커뮤니케이션(현 카카오)에서 GFDL 또는 CC-SA 라이선스로 배포한 글로벌 세계대백과사전의 내용을 기초로 작성된 글이 포함되어 있습니다.

1. ↑  김호동. 《아틀라스 중앙유라시아사》. 사계절. 192쪽. ISBN 9788958289326.